# Stazione dell’Aquila
Stazione dell'Aquila vasútállomás Olaszországban, L’Aquila településen.

## Vasútvonalak
Az állomást az alábbi vasútvonalak érintik:
- Terni–Sulmona-vasútvonal

## Kapcsolódó állomások
A vasútállomáshoz az alábbi állomások vannak a legközelebb:
- Stazione di Paganica ( – 2017. december 10., Terni–Sulmona-vasútvonal)
- Stazione di Sassa-Tornimparte ( – 2017. június 11., Terni–Sulmona-vasútvonal)
- L’Aquila Sassa Nucleo Sviluppo Industriale railway halt (2017. június 11. – 2017. december 10., Terni–Sulmona-vasútvonal)
- Bazzano railway halt (2017. december 10. – , Terni–Sulmona-vasútvonal)
- L’Aquila Campo di Pile railway halt (2017. december 10. – , Terni–Sulmona-vasútvonal)